# Haydock
Haydock är en ort i distriktet St Helens i Storbritannien. Den ligger i grevskapet Merseyside och riksdelen England, i den centrala delen av landet, 280 km nordväst om huvudstaden London. Haydock ligger 41 meter över havet och antalet invånare är 17 333.
Terrängen runt Haydock är platt. Runt Haydock är det mycket tätbefolkat, med 1 135 invånare per kvadratkilometer. Närmaste större samhälle är St Helens, 3,9 km sydväst om Haydock. Runt Haydock är det i huvudsak tätbebyggt.